# Kłopoty na Maxa
Kłopoty na Maxa (duń. Max Pinlig) – duńska komedia familijna z 2008 roku w reżyserii Lotty Svendsen. Film w Polsce emitowany jest za pośrednictwem kanału ZigZap.

## Opis fabuły
Max (Samuel Heller-Seiffert) zakochuje się w dziewczynie o imieniu Ofelia (Ophelia Eriksen). Z całych sił pragnie się z nią umówić, dlatego jest w stanie zrobić dla niej dosłownie wszystko. Jego starania nie przynoszą jednak żadnych efektów, dlatego w zdobyciu dziewczyny pomaga mu jego matka. 

## Obsada
- Samuel Heller-Seiffert jako Max
- Mette Agnete Horn jako Mor
- Lars Bom jako Steen Cold
- Louise Mieritz jako Ulla
- Rasmus Bjerg jako Carlo
- Anna Agafia Svideniouk Egholm jako Esther
- Faysal Mobahriz jako Hassan
- Ophelia Eriksen jako Ofelia
- Signe Wenneberg jako Signe Cold
- Anders Hove jako Mogens
- Rasmus Berg Jensen jako Nicklas
- Michelle Bjørn-Andersen jako Marianne
- William Horn jako William
- Sarah Muldgaard Enoch jako Alma
- Lisa Littauer jako Bibi